# 环阿屯烷
环阿屯烷（英語：Cycloartane，或称作4,4,14-三甲基-9,19-环-5α,9β-胆甾烷，4,4,14-trimethyl-9,19-cyclo-5alpha,9beta-cholestane）是一种五个环的三萜物质，额外的一个环由甾环上的9号C原子与19号的甲基结合而成，其衍生物环阿屯醇是几乎所有植物胆固醇生物合成的起始物质。